# Csengerújfalu
Csengerújfalu là một thị trấn thuộc hạt Szabolcs-Szatmár-Bereg, Hungary. Thị trấn này có diện tích 25,61 km², dân số năm 2010 là 798 người, mật độ 31 người/km².